# OTK PTT „Wielka Korona Beskidów”

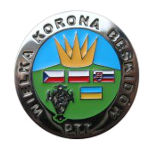
OTK PTT „Wielka Korona Beskidów”

Odznaka Krajoznawczo-Turystyczna PTT „Wielka Korona Beskidów” (oficjalny skrót: OKT PTT WKB) – polska odznaka turystyczna Polskiego Towarzystwa Tatrzańskiego ustanowiona przez ZG PTT 18 stycznia 2014 z inicjatywy Oddziału PTT w Chrzanowie. Celem i ideą przewodnią odznaki jest popularyzacja turystyki górskiej regionu Beskidów (polskich, czeskich, słowackich oraz ukraińskich), poznawanie ich walorów turystycznych oraz nawiązywanie do bogatej historii PTT.

## Rodzaje i stopnie, wymagania[1][2]

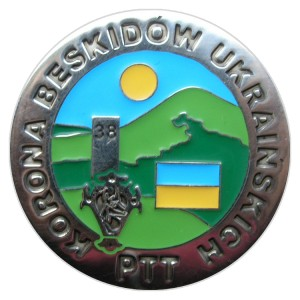
Korona Beskidów Ukraińskich

OKT PTT „Wielka Korona Beskidów” jest odznaką dwustopniową składającą się z:
1. I stopień OKT PTT WKB - pierwszy, najniższy stopień tworzą cztery odrębne odznaki: a) „Korona Beskidów Polskich”  b) „Korona Beskidów Czeskich”  c) „Korona Beskidów Słowackich”  d) „Korona Beskidów Ukraińskich”
2. I stopień OKT PTT WKB - najwyższy stopień odznaki stanowi „Wielka Korona Beskidów”.

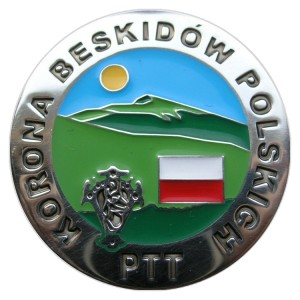
Korona Beskidów Polskich

Aby zdobyć poszczególne odznaki, należy zdobyć określone w Regulaminie szczyty górskie poszczególnych części Beskidów. Dla I stopnia odznaki są to:
| Lp | Odznaka                     | Pasmo                                        | Szczyt            | Wysokość (m n.p.m.) |
| -- | --------------------------- | -------------------------------------------- | ----------------- | ------------------- |
| 1  | Korona Beskidów Polskich    | Beskid Żywiecki                              | Babia Góra        | 1725                |
| 2  | Korona Beskidów Polskich    | Bieszczady                                   | Tarnica           | 1346                |
| 3  | Korona Beskidów Polskich    | Gorce                                        | Turbacz           | 1310                |
| 4  | Korona Beskidów Polskich    | Beskid Sądecki                               | Radziejowa        | 1262                |
| 5  | Korona Beskidów Polskich    | Beskid Śląski                                | Skrzyczne         | 1262                |
| 6  | Korona Beskidów Polskich    | Beskid Wyspowy                               | Mogielica         | 1171                |
| 7  | Korona Beskidów Polskich    | Beskid Niski                                 | Lackowa           | 997                 |
| 8  | Korona Beskidów Polskich    | Beskid Mały                                  | Czupel            | 933                 |
| 9  | Korona Beskidów Polskich    | Beskid Makowski                              | Lubomir           | 903                 |
| Lp | Odznaka                     | Pasmo                                        | Szczyt            | Wysokość (m n.p.m.) |
| 1  | Korona Beskidów Czeskich    | Beskid Morawsko-Śląski Lysohorska rozsocha   | Łysa Góra         | 1323                |
| 2  | Korona Beskidów Czeskich    | Beskid Morawsko-Śląski Radhotstky hrbet      | Smrek             | 1276                |
| 3  | Korona Beskidów Czeskich    | Beskid Morawsko-Śląski Ropicka rozsocha      | Ropica            | 1083                |
| 4  | Korona Beskidów Czeskich    | Beskid Morawsko-Śląski Zadni hory            | Wielki Połom      | 1067                |
| 5  | Korona Beskidów Czeskich    | Beskid Morawsko-Śląski Verkowicke vrchy      | Wielki Jawornik   | 918                 |
| 6  | Korona Beskidów Czeskich    | Beskid Śląsko-Morawski Klokočovská hornatina | Bobek             | 871                 |
| Lp | Odznaka                     | Pasmo                                        | Szczyt            | Wysokość (m n.p.m.) |
| 1  | Korona Beskidów Słowackich  | Beskidy Orawskie                             | Babia Góra        | 1725                |
| 2  | Korona Beskidów Słowackich  | Magura Orawska                               | Minčol            | 1394                |
| 3  | Korona Beskidów Słowackich  | Beskidy Kysuckie                             | Wielka Racza      | 1326                |
| 4  | Korona Beskidów Słowackich  | Góry Bukowskie                               | Kremenaros        | 1221                |
| 5  | Korona Beskidów Słowackich  | Góry Czerchowskie                            | Minčol            | 1157                |
| 6  | Korona Beskidów Słowackich  | Góry Kisuckie                                | Pupov             | 1096                |
| 7  | Korona Beskidów Słowackich  | Ľubovnianska vrchovina                       | Eliasovka         | 1023                |
| 8  | Korona Beskidów Słowackich  | Beskid Niski                                 | Busov             | 1002                |
| 9  | Korona Beskidów Słowackich  | Pogórze Ondawskie                            | Smilniansky vrch  | 749                 |
| Lp | Odznaka                     | Pasmo                                        | Szczyt            | Wysokość (m n.p.m.) |
| 1  | Korona Beskidów Ukraińskich | Czarnohora                                   | Howerla           | 2061                |
| 2  | Korona Beskidów Ukraińskich | Świdowiec                                    | Bliźnica          | 1883                |
| 3  | Korona Beskidów Ukraińskich | Gorgany                                      | Sywula            | 1836                |
| 4  | Korona Beskidów Ukraińskich | Połonina Borżawa                             | Stij              | 1677                |
| 5  | Korona Beskidów Ukraińskich | Połoniny Hryniawskie                         | Baba Ludowa       | 1590                |
| 6  | Korona Beskidów Ukraińskich | Połonina Krasna                              | Syhłański         | 1563                |
| 7  | Korona Beskidów Ukraińskich | Góry Pokucko-Bukowińskie                     | Rotyło            | 1483                |
| 8  | Korona Beskidów Ukraińskich | Połonina Równa                               | Riwna             | 1482                |
| 9  | Korona Beskidów Ukraińskich | Bieszczady Wschodnie                         | Pikuj             | 1405                |
| 10 | Korona Beskidów Ukraińskich | Góry Sanocko-Turczańskie                     | Magura Łomniańska | 1024                |
| 11 | Korona Beskidów Ukraińskich | Beskidy Brzeżne                              | Ciuchowy Dział    | 942                 |

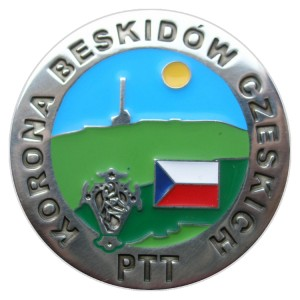
Korona Beskidów Czeskich

Najwyższy stopień odznaki zdobyć można za uzyskanie wszystkich odznak I stopnia. Podstawą do weryfikacji i przyznania OKT PTT WKB jest prowadzona przez zdobywającego książeczka zawierająca potwierdzenia terenowe zdobycia wymienionych w spisie szczytów. Weryfikacją i przyznawaniem odznak OKT PTT WKB zajmują się oddziałowe Komisje ds. GOT PTT. Nadzór organizacyjny nad regulaminem i odznaką sprawuje Komisja ds. GOT PTT przy ZG PTT.